# Raney-Cobalt
Raney-Cobalt ist ein metallischer Katalysator, der aus einer Legierung aus Cobalt und Aluminium hergestellt wird. Die Herstellung und Aktivierung laufen wie beim bekannteren Raney-Nickel ab. Auch die katalysierten Reaktionen sind ähnliche. Eine wichtige Anwendung von Raney-Cobalt ist die Hydrierung von Nitrilen.

## Herstellung
Raney-Cobalt kann aus einer nickelfreien Cobalt-Aluminium-Legierung (30 Gewichts-% Cobalt) hergestellt werden, indem diese unter Stickstoff-Atmosphäre bei 0 °C in gerührte Natronlauge gestreut wird.

## Reaktionen
Raney-Cobalt katalysiert ähnliche Reaktionen wie Raney-Nickel. Während seine katalytische Aktivität meist geringer ist als die von Raney-Nickel, ermöglicht es in einigen Reaktionen andere oder höhere Selektivität.
Eine der wichtigsten Anwendungen von Raney-Cobalt ist die katalytische Hydrierung von Nitrilen. Insbesondere ermöglicht dieser Katalysator die selektive Reduktion einer Nitrilfunktion zum Amin, ohne gleichzeitig anwesende Doppelbindungen zu hydrieren, beispielsweise kann in Geranylnitril selektiv die Nitrilfunktion reduziert werden. Bei der katalytischen Hydrierung von Citral zeigt Raney-Cobalt eine andere Selektivität als Raney-Nickel. Während letzteres vor allem die mit dem Aldehyd konjugierte Doppelbindung reduziert, mit Citronellal als Hauptprodukt, passiert dies bei ersterem kaum. Stattdessen wird vor allem die C=O-Doppelbindung des Aldehyds reduziert, sodass die Hauptprodukte Nerol und Geraniol sind. Daneben kann Raney-Cobalt auch C-C-Mehrfachbindungen hydrieren, was aber wegen seiner spezifischen Selektivität kaum Bedeutung hat.
Raney-Cobalt katalysiert außerdem diverse Spaltungen von Kohlenstoff-Heteroatom-Bindungen. Dazu gehören Bindungen zu Halogenen, Schwefel und Sauerstoff. Eine Reaktion, die auch mit Raney-Nickel funktioniert, ist die Umsetzung von Dibenzothiophen zu Biphenyl. Dagegen reduziert Raney-Cobalt Phenanthridinthion selektiv zu Phenanthridin, während bei Raney-Nickel auch Überreaktion auftritt.